# گوویدلینو
گوویدلینو (به لاتین: Gowidlino) یک روستا در لهستان است که در گمینا شراکوویتسه واقع شده‌است. گوویدلینو ۱٬۳۵۰ نفر جمعیت دارد و ۱۶۵٫۳ متر بالاتر از سطح دریا واقع شده‌است.